# Joan Grau i Verdaguer
Joan Grau i Verdaguer (Tortellà, 28 d'abril de 1932 - Olot, 24 de novembre de 2010) fou un periodista i activista cultural català, considerat com un dels primers locutors de ràdio en català després del Franquisme.
Grau nasqué a Tortellà, comarca de la Garrotxa, el 28 d'abril de 1932. Iniciant la seva activitat a Ràdio Olot, el desembre de 1976 es traslladà a Ràdio 4, des d'on impulsà la creació de programes radiofònics en català. Defensà fervorosament l'extensió social de la llengua, essent premiat per la seva tasca professional amb el Premi Sant Jordi i el Premi d'Òmnium Cultural pel programa infantil Amunt i crits. Morí el dijous 25 de novembre de 2010 a l'edat de 78 anys.